# Norio Nagayama
Norio Nagayama (japanisch 永山 則夫 Nagayama Norio; * 27. Juni 1949 in Abashiri; † 1. August 1997 in Tokio) war ein japanischer Mörder und Schriftsteller.

## Biografie
Nagayama wurde 1949 in Abashiri, einem Küstenort der nordjapanischen Insel Hokkaidō, geboren. Seine Kindheit verbrachte er in äußerst ärmlichen Verhältnissen, während der er kleinere Straftaten verübte. Als Jugendlicher zog er im März 1965 nach Tokio. Im Alter von 19 Jahren überfiel er im Zeitraum vom 11. Oktober 1968 bis zum 5. November 1968 vier Menschen – zwei Taxifahrer und zwei Sicherheitsbeamte – und erschoss sie mit einem auf einer US-Militärbasis gestohlenen Revolver des Kalibers .22. Es handelte sich um Raubüberfälle mit nur sehr geringer Beute. Nach einem misslungenen Überfall wurde er am 7. April 1969 verhaftet.
Nach einem langwierigen Prozess wurde Nagayama 1979 zum Tode verurteilt, obwohl er zum Zeitpunkt seiner Taten nach japanischem Recht noch minderjährig war. 1981 wurde das ursprüngliche Urteil vom Obergericht in eine lebenslange Freiheitsstrafe umgewandelt, bei einem Revisionsverfahren zwei Jahre später wurde jedoch vom Obersten Gerichtshof das Urteil aus erster Instanz einstimmig bestätigt. 1987 bestätigte auch das Obergericht das von ihm eigentlich aufgehobene Todesurteil. Eine letzte Berufung durch Nagayamas Anwälte wurde 1990 durch den Obersten Gerichtshof abgewiesen. Das Hin und Her führte zur Ausbildung der sogenannten „Nagayama-Kriterien“ mit neun Einzelpunkten, anhand derer jedes Todesurteil auf seine Angemessenheit hin überprüft werden muss.
Vielfach wurde und wird behauptet, Nagayama habe erst im Gefängnis Lesen und Schreiben gelernt. Er selbst schreibt seine Morde – wie auch das Obergericht bei seiner Revisionsbegründung – mangelnder Bildung zu. Freilich hatte er einen Mittelschulabschluss. Richtig ist, dass er fast unmittelbar nach Beginn der Haftzeit sein Schreiben vervollkommnete und seine geringe Bildung rasant verbesserte. Vor allem auf den Gebieten Jura, Literatur und Politik (speziell kommunistische Theorien) betrieb er ein eifriges Studium. Er schrieb zahlreiche Gedichte, autobiographisch grundierte Prosawerke, Erzählungen und Romane, darunter die zwei Bestseller Muchi no Namida („Tränen der Unwissenheit“) und Kibashi („Holzbrücke“). Die Einnahmen seiner Bücher bot er den Familien seiner Opfer an; zwei nahmen an, zwei weigerten sich. Unterstützer in Japan und weit darüber hinaus setzten sich für seine Begnadigung ein, u. a. erklärte ihn der Landesverband Saarland des Verbandes deutscher Schriftsteller zu seinem Mitglied.
Am 1. August 1997 wurden Nagayama und drei weitere zum Tode Verurteilte – wie in Japan üblich – ohne vorherige Benachrichtigung der Angehörigen, der Anwälte oder seiner selbst hingerichtet. Er starb im Alter von 48 Jahren nach 28 Jahren im Gefängnis durch den Strang.

## Werke
- 1971: Muchi no Namida (無知の涙)
- 1984: Kibashi (木橋)
- 1986: Sooren no Tabigeinin
- 1987: Sutego Gokko
- 1988: Shikei no Namida
- 1989: Nazeka Umi
- 1990: Isui
- 1997: Hana

## Sekundärliteratur
- Tränen der Unwissenheit. Der Mörder und Autor Norio Nagayama. In: Rolf-Bernhard Essig, Gudrun Schury: Schlimme Finger. Eine Kriminalgeschichte der Künste von Villon bis Beltracchi. C. H. Beck, München 2015, ISBN 978-3-406-67372-6, S. 222–237.
- Daniel A. Métreaux: The Nagayama Criteria for Assessing the Death Penalty in Japan: Reflections of a Case Suspect. In: Southeast Review of Asian Studies, 2009, Volume 31, S. 282–289.
- Siegfried Schaarschmidt: Literatur aus der japanischen Todeszelle. Der Fall des Nagayama Norio. Sowie: Nagayama Norio: Gedichte und Texte. Übersetzt von Siegfried Schaarschmidt. In: Hefte für ostasiatische Literatur, 23, 1997, S. 10–19.